# Hypobathrum
Hypobathrum  es un género con 45 especies de plantas con flores perteneciente a la familia de las rubiáceas.
Es nativo de los trópicos de Asia.

## Especies seleccionadas
- Hypobathrum bangueyense Mulyan. & Ridsdale (2002).
- Hypobathrum boivinianum Baill. (1879).
- Hypobathrum brevipes Koord. & Valeton (1902).